# 日興運送
日興運送株式会社（にっこううんそう）は、茨城県土浦市に本社を置く運送会社である。日立セメントとのかかわりも多い。

## 事業所所在地
- 東京支店： 東京都葛飾区東金町7-25-8 パシフィックパレス金町603
- 南茨城事業所： 茨城県つくば市天宝喜757
- 鹿島事業所： 茨城県神栖市砂山2626-19
- 日立営業所： 茨城県日立市東金沢町2-7-11
- 北茨城営業所： 茨城県北茨城市磯原町上相田1099-75
- 日興倉庫： 茨城県稲敷郡美浦村大字1847-1